# Molotchny
Molotchny (en russe : Молочный, ce qui signifie laitier ou lacté) est une commune urbaine de l'oblast de Mourmansk, en Russie. Sa population s'élevait à 4 920 habitants en 2019.

## Géographie
Molotchny se trouve dans la péninsule de Kola, à 16 km au sud de Mourmansk et à 1 475 km au nord de Moscou. Sur le plan administratif, elle fait partie du raïon de Kola.

## Histoire
L'origine de Molotchny remonte à l'arrivée des sovkhoziens du sovkhoze Arktika de Rosta, en 1935. Les premiers habitants et les ouvriers de la briqueterie voisine logent d'abord dans des cabanes provisoires. La localité  prend son nom actuel en 1964 et reçoit le statut de commune urbaine en 1979.

## Population
Recensements (*) ou estimations de la population
| 1989* | 2002* | 2010* | 2012  | 2013  | 2014  |
| ----- | ----- | ----- | ----- | ----- | ----- |
| 5 878 | 5 627 | 5 208 | 5 211 | 5 180 | 5 138 |

| 2015  | 2016  | 2017  | 2018  | 2019  | 2020 |
| ----- | ----- | ----- | ----- | ----- | ---- |
| 5 100 | 5 039 | 4 944 | 4 913 | 4 920 | -    |